# GNOME Panel
GNOME Panel，是GNOME桌面环境下的用户界面程序，提供应用程序启动器与任务栏。在3.x版本中，则默认使用GNOME Shell，但GNOME Panel仍然保留，以Fallback Mode名称运作。